# Hollywood Roosevelt Hotel
El Hollywood Roosevelt Hotel es un hotel histórico de arquitectura colonial española situado en el 7000 de Hollywood Boulevard en Hollywood, Los Ángeles, California. Recibió el nombre en homenaje al Presidente Theodore Roosevelt y fue financiado por un grupo de personas formado, entre otros, por Douglas Fairbanks Jr., Mary Pickford y Louis B. Mayer. Abrió sus puertas el 15 de mayo de 1927. 
La ceremonia y el banquete de la 1.ª Ceremonia de entrega de los Premios de la Academia tuvo lugar en sus salones, aunque desde entonces se ha celebrado en otros lugares de la ciudad.
Una reciente renovación ha hecho que el hotel recupere su antiguo esplendor, convirtiéndose en lugar habitual de las fiestas de las jóvenes estrellas de Hollywood.
El ático del hotel fue el hogar de Johnny Grant, alcalde Honorario de Hollywood, hasta su fallecimiento en enero de 2008.